# Индуистка философия
Индуиската философия се разделя на шест философски школи, поради което се нарича Шат даршана.

## Няя
Философската система Няя почива върху Няя сутрите написани от мъдреца Гаутама Махарищи. Няя определя основните въпроси, които подлежат на обсъждане: материалния (физически) свят, душата, Бога и освобождението. Тя допълва индийската философска мисъл със своята методология. Тази система основно се занимава с условията на точното знание и средствата за постигането му. Няя се основава на аргумента и логиката и по тази причина е позната, като „наука на логиката и обосновката“. Поради това, че Няя анализира природата, източника на познанието, неговата валидност и невалидност, тя е позната и като „наука на критическото изследване“. Използвайки систематичен подход, тази философия разграничава действителното от недействителното познание.
Последователите на философската система Няя вярват, че действителното знание е единственото средство за освобождение от страданието, поради което полагат големи усилия да идентифицират валидни източници на познание, разграничавайки ги от погрешните мнения.
Според школата Няя съществуват четири източника на познание, наречени Прамани: възприятие, заключение, сравнение и свидетелство. Знанието, постигано посредством всеки един от тези източници може също да бъде действително и недействително.
Така, последователите на Няя отвново се сблъскват с необходимостта да определят всеки отделен случай като действително познание, като за целта прибягват до множество обяснителни схеми, приближавайки се до съвременната аналитична философия.

### Епистемология
Последователите на философската система Няя, наречени Няяники, приемат четири метода на познание (прамана): Възприятие, заключение, сравнение и свидетелство.
- Възприятие (Пратякша)
Възприятието, наречено Пратякша, заема основна позиция в епиостемологията на Няя. То се определя от контакта на сетивата с обектите им.
- Заключение (Анумана)
Заключенията или логиката и философските размишления (Анумана) са също важен елемент на Няя. Анумана може да бъде разделена на 3 категории:

- Пурвават – заключения за невъобразими следствия, на основата на разбираеми причини;
- Шешават – заключения за невъобразими причини, на основата на разбираеми следствия;
- Саманятодрища – заключения, които не се основават на причинно-следствена връзка, а на едновременно съвместно съществуване.

- Заключенията биват два вида – по отношение на самия себе си (Свартанумана) и такива, по отношение на всичко останало (Паратханумана).

- Сравнение (Упамана)
Санскритският термин упамана може най-общо да бъде преведен като „сравнение“ или аналогия. Това е знанието, произтичащо от взаимоотношенията между имената и обектите, определяни от тях, а сходството помежду им показва тяхната връзка.
- Свидетелство (Шабда)
Свидетелството шабда също се приема за прамана (източник на познание). Шабда може да бъде два вида: ваидика – основаваща се на Ведите и лаукика – коментарите и произведенията на автори, заслужаващи доверие.

## Вайшешика
Анализ на аспектите на Реалността

Мъдрецът Каннада основава Вайшешика около 6 век. Вайшешика е близка до Няя, а техните метафизични теории са тясно свързани. Двете системи приемат освобождението като крайна цел на живота, а невежеството, като основна причина за страдание и безпокойства. Двете системи приемат, че действителното знание може да доведе до освобождение.
Съществената разлика на Вайшешика и Няя е в това, че първата приема само два от четирите източника на познание – възприятие и заключение.
Вайшешика разграничава седем катгории на реалността: дравя (същност), гуна (качество), карма (действие), саманя (всеобщност), вишеша (уникалност), самавая (неотделимост) и абхая (не-съществуване). Шест от тези седем категории са в групата на това, което съществува, а седмата се занимава с не-съществуването на нещата. Така, системата вайшешика разделя обектите, които могат да бъдат обозначени с думи, в две основни групи: тези, които съществуват и такива, които не съществуват.
Тази филосовска система приема, че всички обекти във физическия свят могат да бъдат сведени до краен брой атоми, поради което може да бъде наречена атомизъм. Според последователите на Вайшешика, функцията на атомите е зависима от Върховно същество, поради което тази философска система е теистичен атомизъм, за разлика от съвременната атомна теория.

## Санкхя
Нетеистичен дуализъм

Философската система Санкхя (санскр. संख्या, saṃkhyā), означаваща число, е считана от мнозина за най-древна. Тя е била систематизирана от древния мъдрец Капила. Характерно за Санкхя е, че тя свързва съставните части на Няя и Вайшешика, отнасящи се до реалността, с Ишвара – Бога. Тази система е дуалистична, тъй като прави разлика между пуруша (върховното същество или съзнание) и Пракрти (изначалната природа). За основа на системата служат четирите Веди, Упанишадитете както и традиционните религии от Индия.
Основни философски категории на Санкхя.
1)Тази, която няма произход, няма и последствия. 2)Тази, която няма произход, но има последствия. 3)Тази, която има произход, има и последствия. 4)Тази, която има произход, но няма последствия.
Епистемологията на Санкхя
Санкхя системата приема три валидни източника на познание (прамани):
- Пратякша – директно сетивно възприятие;
- Анумана – логически заключения;
- Шабда – словесни доказателства.

## Йога
Думата йога (на деванагари: योग) има санскритския корен „юдж“ (yuj), означаващ „съединявам“, „свързвам“. Тази философска система предлага методология за „разширяване“ на съзнанието и „свързването“ му с Върховния разум. Съществуват различни йога школи: Гяна йога, Карма йога, Кундалини йога, Бхакти йога. Единствено Патанджала йога обаче е считана за една от шестте ведически философски системи. Тази школа е позната още като ащанга йога, поради това, че има осем части. Ащанга йога е практическото прилагане на Сакнхя философията, с цел да се постигне освобождение. Наричана е Патанджала Йога, поради това, че нейният създтел е мъдрецът Патанджали. Неговата творба е позната под името Йога сутра. Тази йога система се опитва да обясни природата на ума и средството за постигане на това, което е описвано като крайна цел на живота – кайваля – Абсолюта.
Извън Индия, йога най-вече се свързва с упражненията от Хатха йога.

### Осемте части на Патанджали йога
Осемте части на Патанджала йога, описани от мъдреца Патанджали:
1. Йама – въздържание;
2. Нияма – правила за спазване;
3. Асана – буквално „място за сядане, седя“, стойка, поза;
4. Пранаяма – контрол над жизнената енергия (Прана);
5. Пратяхара – оттегляне на сетивата;
6. Дхарана – концентрация (върху един обект);
7. Дхяна – медитация върху истинската природа;
8. Самадхи – освобождение, състояние на просветление.

## Карма-миманса
Думата карма се отнася до всяко действие, което води до следствие, било то добро или лошо. Думата миманса се отнася до анализа и цялостното разбиране. Крайната цел на Карма-миманса е да предложи практическа методология за практикуване на ведическата религия дхарма, удовлетворявайки стремежа към просперитет (артха) и сетивното удовлетворение (кама). Карма миманса дава материалистическо обяснение на ведическите ритуали. Разглежда предписанията за религиозен живот по-скоро от към човешката страна, а не от гледна точка на логичната Бого-центрична основа.
Първата систематизирана творба в традицията на карма миманса е Миманса сутра на мъдреца Джаймини. Миманса сутра е съставена от 12 глави.
Поради това, че Карма-миманса е ранно изследване на ритуалите, описани във Ведите, тя се нарича и Пурва-миманса (предварителен, по-важен дебат).

### Епистемология
Миманса обръща особено внимание на изучаването на природата и източниците на истинско познание (прамани). Философската система Карма-миманса приема шест източника на познание за авторитетни:
1. Възприятие
2. Заключение
3. Сравнение
4. Свидетелства
5. Постулати
6. не-възприятие

Карма-миманса подчертава значението на свидетелствата, тъй като приема авторитета на Ведите.

## Веданта
Веданта означава „заключението на Веда“. Тази система е известна като „висше разбиране“ – разбиране на Абсолютната Истина. Нейното „същностно заключение“ се отнася до взаимоотношенията между Върховния и душата; душата и материята; материята и материята и материята и Бога. Тези взаимоотношения се разглеждат като „невъобразима еднаквост и различие“.
Веданта е систематизирана от мъдреца Вяса, известен също като Вясадева или Ведавяса.
Веданта е известна и като Уттара-мимамса – висш дебат или Брахма-мимамса – дебат върху Брахман, Абсолютната истина. Абсолютната истина се предава от Упанишадите (буквално: Това, което се научава, като седиш близо до учителя), а тяхното изучаване е Веданта – „крайното заключение на Ведите“,
Мъдрецът Вяса написва Веданта сутра с цел по-лесно разбиране на учението на Упанишадите. Негов естествен коментар към Веданта сутра е Бхагавата пурана.

### Школите на Веданта
Съществуват следните основни школи в традицията на Веданта, като всяка от тях има собствен основател (Ачария), който написва собствен коментар (бхашя) към Веданта сутра:
- Адвайта веданта, основана от Шанкара Ачария.
Според тази школа, единствената реалност е Брахман, а светът, такъв, какъвто изглежда е илюзорен. Брахман, който е единствената реалност, не притежава никакви характеристики. Брахман притежава илюзорна енергия, която е първопричината за този свят.
- Вишищадвайта – Качествено неразличие
Вишищадвайта е изложена от Рамануджа Ачария. Според школата Вишищадвайта душата е частица от Брахман, следователно е еднаква с него, но не идентична. Различието с Адвайта на Шанкара се състои в това, че Брахман притежава характеристики.
Школата Вишищадвайта пропагандира предаността (Бхакти) към Бог Вишну, като път към освобождението.
- Двайта – Различие
Мадхва Ачария излага учението на Двайта. Мадхва описва три обекта – Бога, живите същества и материалния свят. Според учението на Мадхва Ачария Брахман, Богът и всички живи същества са отделни и различни. Двайта още се нарича Шуддхадвайта – чист дуализъм. Школата на Мадхва също приема Бхакти като път към освобождението. При Двейта не съществува концепция за илюзорната енергия.
- Двайта-адвайта – Различие и единство
Нимбарка Ачария излага Двайта-адвайта. Според тази школа живите същества и Брахман са едно и в същото време различни.
- Шуддхадвайта – Пречистено неразличие
Шуддхадвайта школата е основана от Валабха Ачария (1479 – 1531).
- Ачинтя-бхеда-абхеда
Ачинтя-бхеда-абхеда е основна характеристика на философията на Гаудия вайшнавизма, основан от Чайтаня Махапрабху. Ачинтя-бхеда-абхеда таттва се превежда като „истината за невъобразимата едновременност на еднаквост и различие на душата и Бога“. Душите и обозримия свят възникват от Бога, те са еднакви с него, тъй като са негови енергии, но в същото време се различават от него и помежду си. Това едновременно единство и различие се нарича Ачинтя.
Учението Ачинтя-бхеда-абхеда е синтез на монистическите и дуалистическите ведантиски школи. Според него душата е едновременно различна и неразлична с Бога.
Гаудия вайшнавите приемат Кришна за Върховен Бог, а Бхакти за процес, посредством който той може да бъде разбран.

### Веданта и Вайшнава сампрадая
Съществуват четири духовни школи – сампрадаи, които предават Веданта. Това са:
- Шри Сампрадая – основана от Рамануджа Ачаря;
- Брахма Сампрадая – основана от Мадхва Ачаря;
- Рудра Сампрадая – основана от Вишнусвами;
- Кумара Сампрадая – основана от Нимбарка Ачаря.